# Javier Serrano (ilustrador)
Francisco Javier Serrano Pérez (Medina del Campo, 27 de julio de 1946), más conocido profesionalmente como Javier Serrano, es un dibujante e ilustrador español.

## Biografía y carrera

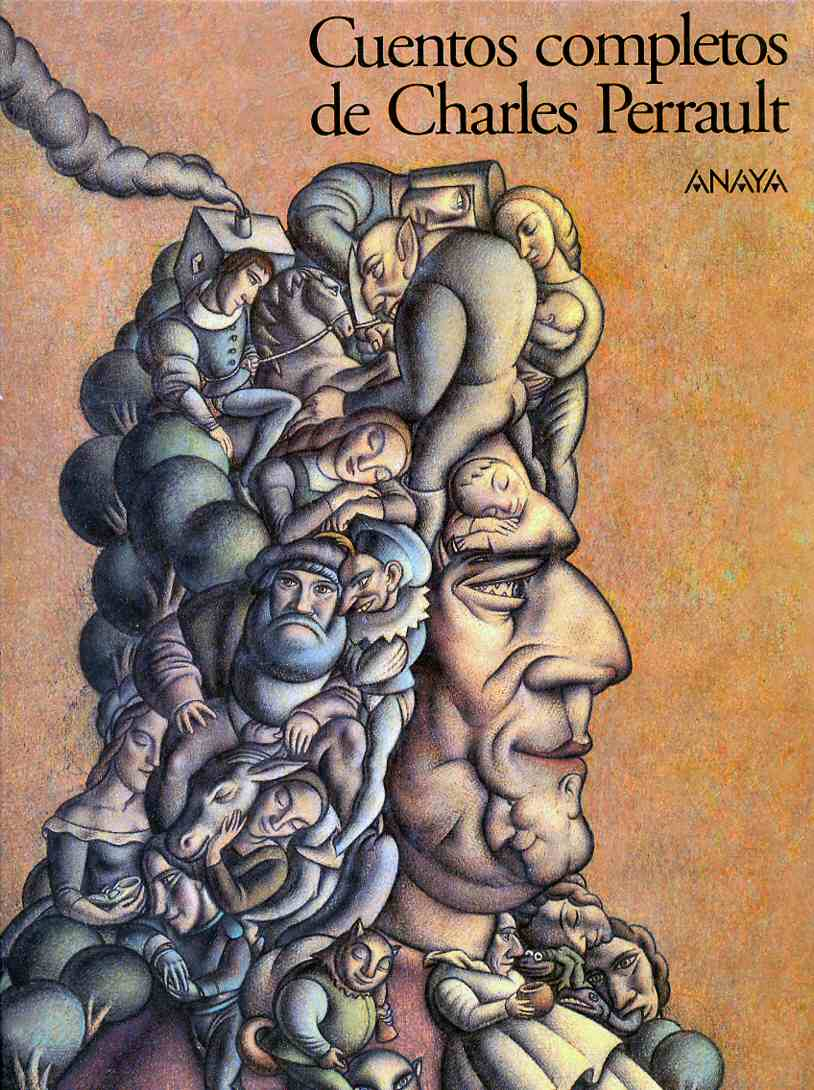
Portada con la figura del autor formada por los personajes de todos sus cuentos, año 1997.

Nació en Medina del Campo y pasó su infancia en Valladolid. Su formación artística está ligada inicialmente al colegio de los dominicos de la Virgen del Camino, en León, donde su habilidad en el dibujo fue pronto reconocida. Desde 1965 a 1968 vistió el hábito dominico, y en 1966 publicó su primera obra, una biografía ilustrada de Santo Domingo de Guzmán. Tras salir del convento se trasladó a Madrid donde cursó estudios en la Escuela de Bellas Artes de san Fernando de Madrid, donde se licenció en 1973. Es también Licenciado en Filosofía.
Sin abandonar la pintura de caballete, el grabado y la pintura mural, inicia su carrera como ilustrador profesional en diferentes editoriales, decantándose inicialmente, pero no exclusivamente, por los libros infantiles y juveniles.
Su carrera como ilustrador avanzó ilustrando obras clásicas como Don Quijote y el Lazarillo. Especial importancia tuvo su participación en la edición hecha por la editorial Anaya de una serie de cuentos completos de diferentes cuentistas clásicos, encargándose de la confección de las cubiertas. Así, por ejemplo, la cubierta de los Cuentos completos de Charles Perrault está planteada como un retrato de perfil de dicho autor formado con figuras más pequeñas extraídas de sus cuentos.
En 1993 fue requerido por la editorial Anaya para hacerse cargo de su departamento gráfico, puesto en el que permaneció 23 años.
En 1999 fue autor del cartel del Día Internacional del Libro Infantil y Juvenil.
Su obra gráfica ha sido motivo de diversas exposiciones a lo largo de toda su carrera. Así mismo, se le han otorgado diversos premios y reconocimientos, siendo de destacar su selección como finalista del Premio Andersen en 2004.
En febrero de 2018, el diseñador Alberto Urdiales elaboró un cuidado documental en vídeo sobre el conjunto de su obra.
Desde 2016 se encuentra retirado como ilustrador profesional, pero de ningún modo inactivo como creador.

## Galería
|                                            |
| Ilustración para «Oriente de perla», 1991. |

|                           |
| Jonás y la ballena, 2004. |

|                              |
| Muerte de don Quijote, 2005. |

|                                                   |
| Imagen para proyecto de educación primaria, 2010. |

|                                       |
| «Carnaval», imagen para cartel, 2011. |

|                                        |
| Ilustración para «Madre sombra», 2014. |

|                                     |
| «Luces de bohemia», escena 7, 2017. |

|                                           |
| Imagen para el proyecto «Contexto», 2020. |

## Algunas exposiciones
- 1969: Santander: Sala de Exposiciones de la Delegación Provincial de Información y Turismo.
- 1972: Valladolid: Galería Rafael de Burgos.
- 1975: Córdoba: Sala de exposiciones de la Universidad Laboral.
- 1994: El mundo de los cuentos. Salamanca: Fundación Germán Sánchez Rupérez.
- 2000: participa en la exposición A todo color. 75 ilustradores de libros para niños y jóvenes. Madrid.
- 2002: participa en la exposición El texto Iluminado. Una mirada a la ilustración española y latinoamericana contemporánea. Madrid: Biblioteca Nacional.
- 2005: Madrid: Espacio sins entido [sic]. Fundación Germán Sánchez Rupérez.
- 2005: participa en la exposición Miradas en torno al Quijote. Bolonia, Italia.
- 2005: participa en la exposición D’après: versiones, ironías y divertimentos. MUVIM, Valencia.
- 2009: Medina del Campo: La mirada de Javier Serrano.

## Algunos reconocimientos
- 1990: Premio Nacional de Ilustración de Libros Infantiles y Juveniles, por El lago de plata y otros cuentos.
- 1994: Premio Laus de Ilustración, otorgado por el diseño de cubiertas de libros del Primer ciclo de Educación Primaria de Anaya.
- 1994: Premio Iberoamericano de Ilustración 1994, por El temible Safrech.
- 1994: Premio de la Asociación Profesional de Ilustradores de Madrid por el conjunto de su obra.[11]
- 1999: Premio de la OEPLI, por el cartel anunciador del día Internacional del Libro Infantil.
- 1999: Premio internacional de ilustración de la Fundación Santa María, por Verdadera historia del perro Salomón.[12]
- 2002: Segundo premio a las Mejores Ilustraciones de Libros Infantiles y Juveniles, por Verdadera historia del perro Salomón.
- 2002: Premio internacional de ilustración de la Fundación Santa María, por La letra que no tenía trabajo.
- 2004: Finalista al Premio internacional Hans Christian Andersen.[5]

## Algunas obras ilustradas
- Serrano OP, Fray Javier (1966). Domingo de Guzmán. Guion de J. M. Guervós OP, prólogo de J. M. Díaz-Conde OP. Palencia: Secretariado dominicano.
- Varios autores (1981). Oportunidades de los jóvenes. Madrid: Dirección General de Juventud y Promoción Socio-Cultural. Subdirección General de Estudios e Investigaciones. ISBN 84-500-4561-4.
- Ionescu, Ángela C. (1981). La misma piedra. Madrid: Doncel. ISBN 84-325-0381-9.
- Anónimo (1985). Lazarillo de Tormes. Edición, introducción, notas, comentarios y apéndice de Ángel Basanta. Madrid: Anaya. ISBN 84-207-2592-7.
- Cañizo, José Antonio del (1987). Oposiciones a bruja y otros cuentos. Madrid: Anaya. ISBN 84-207-2787-3.
- Cervantes, Miguel de (1988). Don Quijote de la Mancha. Madrid: Anaya.
- Armijo, Consuelo (1988). En Viriviví. Madrid: Anaya.
- Cañizo, José Antonio del (1989). Inventando el mundo. Madrid: Anaya. ISBN 84-207-3522-1.
- García Sánchez, Elena (1990). La España de Felipe II. Madrid: Bruño. ISBN 84-216-1374-X.
- Aguirre Bellver, Joaquín (1990). El lago de plata. Madrid: Anaya. ISBN 84-207-3655-4.
- Fernández-Pacheco, Miguel (1991). Oriente de perla. Madrid: Anaya. ISBN 84-207-4371-2.
- Alcántara, Ricardo (1992). El temible Safrech. Barcelona: Aura Comunicació. ISBN 84-87711-38-3.
- Ayala, Francisco (1993).  José-Carlos Mainer, ed. Muertes de perro. Barcelona: Ediciones Vicens Vives. ISBN 978-84-316-3272-4.
- Perrault, Charles (1997). Cuentos completos. Introducción de Gustavo Martín Garzo, apéndice de Emilio Pascual. Madrid: Anaya. ISBN 84-207-8292-0.
- Pascual, Emilio (1999). Días de Reyes Magos. Madrid: Anaya. ISBN 84-207-9079-6.
- García Montero, Luis (1999). La mudanza de Adán. Madrid: Anaya. ISBN 84-207-9329-9.
- Fernández-Pacheco, Miguel (2000). Verdadera historia del perro Salomón. Madrid: Ediciones S.M. ISBN 84-348-7378-8.
- Pascual, Emilio (2002). Campomanes y yo. Madrid: Ministerio de Educación, Cultura y Deporte. Secretaría de Estado de Cultura. ISBN 84-369-3670-1.
- Grimm, Jacob y Wilhelm (2002). Caperucita (José Miguel Rodríguez Clemente, trad.). Barcelona: Círculo de Lectores. ISBN 84-226-9201-5.
- Pascual, Emilio (2003). El fantasma anidó bajo el alero. Madrid: Anaya. ISBN 84-667-2721-3.
- Pascual, Emilio (2004). Apócrifos del libro. Madrid: Alianza editorial. ISBN 84-206-4578-8.
- Valle-Inclán, Ramón del (2017).  Luis Iglesias Feijoo, ed. Luces de Bohemia. Barcelona: Ediciones Vicens Vives. ISBN 978-84-682-4460-0.
- Cicero, Isidro (2017). Virgen del Camino en clave de misterios. La Bruma COMEDYA. ISBN 978-84-697-5399-6.
- Virgo, Seán (2021). Madre sombra (Adolfo Muñoz, trad.). Pontevedra: Kalandraka. ISBN 978-84-1343-101-7.